# Jean Van Milders
Jean Van Milders (Geel, 1924 - Knokke-Heist, 20 juin 2011) est un entrepreneur belge surtout connu pour son mécénat du football et sa présidence du club de football La Gantoise.

## Biographie
Jean Van Milders naît en 1924.  
Il étend la brasserie Brouwerij Van Milders à Geel, dont il a hérité avec ses frères de ses parents. En 1970, les frères vendent leur brasserie et à partir de 1976 ils se lancent dans la restauration de route. Le groupe prend le nom de Carestel et prend son essor sous la direction de Jean Van Milders. Il investit dans des hôtels, des maisons de repos, la restauration des routes et parvient en 2002 à acquérir Lunch Garden.  
À partir de juillet 1988 jusqu'à 1998, Van Milders est le président de La Gantoise, équipe rétrogradée de la Division 1 et accumulant les dettes. Il procède à plusieurs ajustement au sein du club qui lui permet de rejouer au niveau européen comme lors de la quart de finale 1992. Il s'agit du meilleur résultat obtenu durant sa direction. Une dette de 23 millions d'euros le pousse à la démission. Ivan De Witte lui succède à cette fonction. Il est considéré comme l'un des importants mécènes du football belge. 
Il meurt le 20 juin 2011,. 